# أغنيس ستريكلاند
أغنيس ستريكلاند (بالإنجليزية: Agnes Strickland) (19 أغسطس 1796، لندن في المملكة المتحدة - 8 يوليو 1874 في المملكة المتحدة)؛ كاتِبة، مؤرخة وشاعرة بريطانية.

## روابط خارجية
- أغنيس ستريكلاند على موقع إن إن دي بي (الإنجليزية)